# Osiris marginatus
Osiris marginatus är en biart som beskrevs av Cresson 1878. Osiris marginatus ingår i släktet Osiris och familjen långtungebin. Inga underarter finns listade i Catalogue of Life.